# Noyal-Muzillac
 Noyal-Muzillac  (en bretón Noal-Muzilheg) es una población y comuna francesa, situada en la región de Bretaña, departamento de Morbihan, en el distrito de Vannes y cantón de Muzillac.

## Demografía
| 1781 | 1682 | 1640 | 1772 | 1864 | 1920 |
| Para los censos de 1962 a 1999 la población legal corresponde a la población sin duplicidades (Fuente: INSEE [Consultar]) |      |      |      |      |      |